# Kławdija Bojarskich
Kławdija Siergiejewna Bojarskich (ros. Клавдия Сергеевна Боярских, ur. 11 listopada 1939 w miejscowości Wierchniaja Pyszma, zm. 12 grudnia 2009 w Jekaterynburgu) – rosyjska biegaczka narciarska reprezentująca Związek Radziecki, trzykrotna medalistka olimpijska oraz trzykrotna medalistka mistrzostw świata.

## Kariera
Igrzyska olimpijskie w Innsbrucku w 1964 roku były pierwszymi i zarazem ostatnimi w jej karierze. Całkowicie zdominowała rywalizację wygrywając oba biegi indywidualne, a wspólnie z Alewtiną Kołcziną i Jewdokiją Miekszyło zwyciężyła także w sztafecie 3 × 5 km. Oba indywidualne zwycięstwa odniosła minimalnie wyprzedzając zajmujące drugie miejsca zawodniczki. W biegu na 5 km druga na mecie Finka Mirja Lehtonen straciła do niej 2,4 sekundy, a w biegu na 10 km ostatecznie drugą Jewdokiję Miekszyło wyprzedziła o 2,3 sekundy. Bojarskich jest pierwszą biegaczką narciarską, która wygrała wszystkie olimpijskie konkurencje biegowe.
W 1966 roku wystartowała na mistrzostwach świata w Oslo. Wraz z Ritą Aczkiną oraz Alewtiną Kołcziną zwyciężyła w sztafecie. Indywidualnie triumfowała także na dystansie 10 km, a w biegu na 5 km zdobyła srebrny medal, ulegając jedynie Kołczinej. Na kolejnych mistrzostwach świata już nie startowała.
Była sześciokrotną mistrzynią Związku Radzieckiego: w 1964 roku w biegu na 5 km oraz sztafecie, w 1966 roku w biegach na 5 i 10 km oraz w 1967 roku w biegu na 5 km oraz sztafecie. Trzykrotnie zwyciężała także podczas Holmenkollen ski festival: w biegu na 10 km w latach 1965 i 1966 oraz w biegu na 5 km w 1967 roku.
Po wprowadzeniu przez MKOL w 1967 roku kontroli płci, Bojarskich ogłosiła zakończenie kariery co wywołało wiele spekulacji.

## Osiągnięcia

### Igrzyska olimpijskie
| Miejsce | Dzień    | Rok  | Miejscowość | Konkurencja             | Czas biegu | Strata | Zwyciężczyni |
| ------- | -------- | ---- | ----------- | ----------------------- | ---------- | ------ | ------------ |
| 1.      | 1 lutego | 1964 | Innsbruck   | 10 km stylem klasycznym | 40:24,3    | -      | -            |
| 1.      | 5 lutego | 1964 | Innsbruck   | 5 km stylem klasycznym  | 17:50,5    | -      | -            |
| 1.      | 7 lutego | 1964 | Innsbruck   | Sztafeta 3 × 5 km       | 59:20,2    | -      | -            |

### Mistrzostwa świata
| Miejsce | Dzień     | Rok  | Miejscowość | Konkurencja             | Czas biegu | Strata | Zwyciężczyni      |
| ------- | --------- | ---- | ----------- | ----------------------- | ---------- | ------ | ----------------- |
| 2.      | 23 lutego | 1966 | Oslo        | 5 km stylem klasycznym  | 17:18,9    | +6,3   | Alewtina Kołczina |
| 1.      | 25 lutego | 1966 | Oslo        | 10 km stylem klasycznym | 36:25,5    | -      | -                 |
| 1.      | 27 lutego | 1966 | Oslo        | Sztafeta 3 × 5 km       | 56:04,2    | -      | -                 |